# Командный пункт 3-го Украинского фронта
Командный пункт 3-го Украинского фронта — памятник истории Великой Отечественной войны в городе Кривой Рог.

## История
В феврале-марте 1944 года в городе Кривой Рог, в историческом районе Гданцевка Центрально-Городского района, в нескольких домах по улице Металлургов (позже Чередниченко, ныне Бориса Мозолевского) находился командный пункт и штаб 3-го Украинского фронта. В доме № 10 (ныне № 12) располагался штаб, в доме № 52 проживал командующий фронтом генерал армии Р. Я. Малиновский.
Во время пребывания в Кривом Роге по указанию Ставки Верховного Главнокомандования от 28 февраля 1944 года, штаб 3-го Украинского фронта разработал план наступательных действий против немецко-фашистских войск на западном берегу реки Ингул и провёл подготовку к их осуществлению. Отсюда командующий 3-м Украинским фронтом руководил началом Березнеговато-Снигирёвской наступательной операции.

## Характеристика
Одноэтажный глинобитный облицованный силикатным кирпичом дом, постройки 1930-х годов (по другим данным 1920-х годов). Ранее принадлежал Красовской Е. Т. — работнице криворожского завода «Коммунист».